# Symphonie no 35 de Mozart
Haffner
Pour les articles homonymes, voir Symphonie no 35.
La Symphonie no 35 en ré majeur, KV 385, dite « Haffner », est une symphonie composée par Wolfgang Amadeus Mozart en juillet-août 1782, alors que le compositeur était âgé de 26 ans.

## Historique
En juillet 1782, Mozart, résidant à Vienne, était fiancé avec Constanze Weber, contre l’avis de son père, qui n’appréciait pas la jeune femme. Il reçut alors une commande de la part de Sigmund Haffner (de), maire de Salzbourg, qui venait d’être anobli et désirait une sérénade pour célébrer l’évènement (Mozart lui avait déjà consacré une œuvre, la Sérénade no 7 en ré majeur « Haffner », KV 250, en 1776).
Le 27 juillet, Mozart expédiait à Salzbourg deux menuets et promettait le plus rapidement possible le reste de la sérénade. Mais, alors que le compositeur avait presque achevé son travail, Haffner annula probablement sa commande, et la partition tomba dans l’oubli.
En décembre, Mozart reprit sa partition pour l’un de ses concerts à venir. Il la modifia légèrement en fonction de sa nouvelle destination : la Symphonie no 35 en ré majeur « Haffner » était née.
La première édition a été réalisée en 1785 par Artaria, à Vienne.

## Instrumentation
| Instrumentation de la symphonie no 35                                |
| Cordes                                                               |
| premiers violons, seconds violons, altos, violoncelles, contrebasses |
| Bois                                                                 |
| 2 flûtes, 2 hautbois, 2 clarinettes en la, 2 bassons                 |
| Cuivres                                                              |
| 2 cors en ré, 2 trompettes en ré                                     |
| Percussions                                                          |
| timbales (en ré et la)                                               |

## Structure
Cette symphonie conserve en grande partie son caractère original de sérénade. Elle est légère et gaie comme la Symphonie no 4 en la majeur « Italienne » de Felix Mendelssohn, quoique, comme celle-ci, elle comporte des séquences de discrète mélancolie, telles que, dans le premier mouvement par exemple, le second thème, tout empreint d'une sourde et pensive inquiétude.
Son découpage est le suivant :
1. Allegro con spirito, en ré majeur, à , 204 mesures
2. Andante, en sol majeur, à 
, 84 mesures), deux sections répétées deux fois (mesures 1 à 35, mesures 36 à 84)
3. Menuet et Trio, en ré majeur (Trio en la majeur), à 
, 24+28 mesures
4. Presto, en ré majeur, à , 264 mesures)

Durée : environ 22 minutes
Le premier mouvement noté Allegro con spirito, est dramatique et brillant ; d’une énergie peu ordinaire, il semble l’échafaudage d’un drame, oscillant entre joie et inquiétude, qui échappe à l'atmosphère galante de Salzbourg et dans lequel se profile de nouveaux horizons, au-delà de ceux de la musique de cour.
Le mouvement lent, noté aujourd’hui Andante, est profondément lyrique, empreint d’une grâce vaporeuse.
Le menuet (forme A-B-A), très joyeux et animé dans ses parties A, comporte un trio (nom de la partie centrale de tout menuet, ou partie B) plein de gravité enjouée.
Le finale est une véritable explosion de bonne humeur, aux doubles croches galopantes, qui doit être joué « le plus vite possible », et qui n'est pas sans rappeler, notamment par son thème d'ouverture, l'exubérant finale de L'Enlèvement au Sérail, son premier opéra singspiel, aux étourdissantes turqueries et contemporain de la Symphonie Haffner.

Introduction de l'Allegro con spirito :
La lecture audio n'est pas prise en charge dans votre navigateur. Vous pouvez télécharger le fichier audio.
Introduction de l'Andante :
La lecture audio n'est pas prise en charge dans votre navigateur. Vous pouvez télécharger le fichier audio.
Première reprise du Menuet :
La lecture audio n'est pas prise en charge dans votre navigateur. Vous pouvez télécharger le fichier audio.
Première reprise du Trio :
La lecture audio n'est pas prise en charge dans votre navigateur. Vous pouvez télécharger le fichier audio.
Introduction du Presto :
La lecture audio n'est pas prise en charge dans votre navigateur. Vous pouvez télécharger le fichier audio.